# Douglas Warren
Douglas Joseph Warren (ur. 21 marca 1919 w Canowindrze, zm. 6 lutego 2013 w Parkes) – australijski duchowny rzymskokatolicki, w latach 1967–1994 biskup diecezjalny Wilcannia-Forbes.

## Życiorys
Święcenia kapłańskie przyjął 20 grudnia 1942, udzielił mu ich kardynał Pietro Fumasoni Biondi, prefekt Kongregacji Rozkrzewiania Wiary. Został następnie inkardynowany do diecezji Wilcannia-Forbes. 16 czerwca 1964 papież Paweł VI mianował go biskupem pomocniczym tej diecezji, ze stolicą tytularną Aquae Novae in Numidia. Sakry udzielił mu 27 lipca 1967 kardynał Norman Thomas Gilroy, ówczesny arcybiskup metropolita Sydney. 26 września 1967 został awansowany na biskupa diecezjalnego w tej samej diecezji. 30 marca 1994, dziewięć dni po osiągnięciu biskupiego wieku emerytalnego (75 lat), zakończył urzędowanie i od tego czasu pozostawał biskupem seniorem diecezji.